# Don Juan DeMarco
Don Juan DeMarco este un film romantic american din 1995, în care Johnny Depp interpretează rolul lui John Arnold DeMarco, un om care crede că este Don Juan, cel mai mare amant din întreaga lume. Îmbrăcat într-o pelerină și purtând o mască domino, DeMarco este supus unui tratament psihiatric de către dr. Jack Mickler, personaj interpretat de Marlon Brando, care încearcă să-l vindece de aparentul său delir. Dar ședințele psihiatrice au un efect neașteptat asupra personalului de la secția de psihiatrie, unii dintre ei fiind și ei inspirați de iluzia lui DeMarco; cel mai profund afectat este chiar dr. Mickler, care reaprinde dragostea în căsătoria sa monotonă.
Filmul se inspiră din două surse diferite; povestea de azi se bazează pe povestirea Don Juan DeMarco and the Centerfold  (titlul original al filmului, înainte ca studioul să-l schimbe cu scurtă vreme înainte de premieră) a regizorului și scenaristului Jeremy Leven, în timp ce în flashback-urile care descriu povestea anterioară a lui DeMarco se bazează pe mai familiara legendă a lui Don Juan, mai ales cea povestită de Lordul Byron în versiunea sa a legendei.

## Rezumat
Psihiatrul Jack Mickler (Marlon Brando) descurajează de la sinucidere un tânăr de 21 ani, costumat ca Zorro și pretinzând că este Don Juan (Johnny Depp). Acesta din urmă este internat pentru zece zile de analize într-un spital de boli mintale. Mickler, care este pe cale să se pensioneze, insistă să realizeze evaluarea pacientului și o face fără a-l trata pe tânăr cu medicamentație. "Don Juan" își spune povestea -nașterea în Mexic, moartea tatălui său, doi ani într-un harem și găsirea dragostei adevărate (dar fiind respins) pe o insulă îndepărtată. Ascultând povestea tânărului, relația dr. Mickler cu soția sa, Marilyn (Faye Dunaway), devine din nou însuflețită. Pe măsură ce trec cele zece zile și presiunea asupra dr. Mickler de a sprijini internarea pe termen nedeterminat a tânărului crește, găsirea realității de către dr. Mickler în imaginația romantică a lui Jack devine ultima sa provocare profesională. 

## Distribuție
- Johnny Depp - John Arnold DeMarco/Don Juan
- Marlon Brando - Dr. Jack Mickler
- Faye Dunaway - Marilyn Mickler
- Géraldine Pailhas - Doña Ana
- Franc Luz - Don Antonio
- Bob Dishy - Dr. Paul Showalter
- Rachel Ticotin - Doña Inez
- Talisa Soto - Doña Julia
- 'Tiny' Lister, Jr. - Rocco Compton
- Richard C. Sarafin - detectivul Sy Tobias
- Tresa Hughes - bunica DeMarco
- Stephen Singer - Dr. Bill Dunmore
- Selena - cântăreața mariachi

## Muzică
Pe coloana sonoră a filmului se află cântecul "Have You Ever Really Loved a Woman?" al lui Bryan Adams; versurile includ citate ale personajului interpretat de Johnny Depp, iar melodia este folosită ca un motiv muzical pe tot parcursul filmului. În plus, piesa în sine este interpretată de trei ori, o dată cu o trupa de mariachi care cântă personajelor o serenadă în spaniolă, o dată de către Jose Hernandez și Nydia, ca muzică de fundal (din nou în spaniolă) și încă o dată de Bryan Adams, în timpul derulării genericului de final. Piesa este, de asemenea, disponibilă pe albumul care conține coloana sonoră a filmului. Cântecul a fost nominalizat pentru un Oscar pentru cea mai bună melodie originală la cea de-a 68-a ediție a Premiilor Oscar, dar a pierdut în fața melodiei "Colors of the Wind" din Pocahontas.

## Lansare

### Recepție critică
Filmul are în prezent o apreciere de 74% pe situl critic Rotten Tomatoes, având un rating de 6 din 10.

### Box office
Filmul a avut un buget estimat de 25 de milioane $, având încasări în SUA de 22.150.451 $. Cu încasări în străinătate de 68.592.731 $, el a fost considerat un succes pentru New Line Cinema. În primul weekend, Don Juan DeMarco s-a clasat pe locul 4 cu încasări de 4.556.274 $, fiind depășit doar de Bad Boys și A Goofy Movie, precum și de filmul Tommy Boy (pentru care era al doilea weekend).